# Seven de Londres 2016
El Seven de Londres de 2016 fue la decimosexta edición del torneo inglés de rugby 7, fue el décimo y último torneo de la temporada 2015-16 de la Serie Mundial Masculina de Rugby 7.
Se disputó en el Twickenham Stadium de Londres.

## Fase de grupos

### Grupo A
| Equipo         | Encuentros | Encuentros | Encuentros | Encuentros | Tantos  | Tantos    | Tantos     | Puntos |
| Equipo         | jugados    | ganados    | empatados  | perdidos   | a favor | en contra | diferencia | Puntos |
| -------------- | ---------- | ---------- | ---------- | ---------- | ------- | --------- | ---------- | ------ |
| Sudáfrica      | 3          | 3          | 0          | 0          | 57      | 17        | +40        | 9      |
| Estados Unidos | 3          | 1          | 1          | 1          | 34      | 31        | +3         | 6      |
| Canadá         | 3          | 1          | 1          | 1          | 43      | 52        | -9         | 6      |
| Samoa          | 3          | 0          | 0          | 3          | 24      | 58        | -34        | 3      |

Nota: Se otorgan 3 puntos al equipo que gane un partido, 2 al que empate y 1 al que pierda

### Grupo B
| Equipo     | Encuentros | Encuentros | Encuentros | Encuentros | Tantos  | Tantos    | Tantos     | Puntos |
| Equipo     | jugados    | ganados    | empatados  | perdidos   | a favor | en contra | diferencia | Puntos |
| ---------- | ---------- | ---------- | ---------- | ---------- | ------- | --------- | ---------- | ------ |
| Inglaterra | 3          | 3          | 0          | 0          | 65      | 22        | +43        | 9      |
| Fiyi       | 3          | 2          | 0          | 1          | 78      | 36        | +42        | 7      |
| Australia  | 3          | 1          | 0          | 2          | 29      | 46        | -17        | 5      |
| Gales      | 3          | 0          | 0          | 3          | 20      | 88        | -68        | 3      |

### Grupo C
| Equipo   | Encuentros | Encuentros | Encuentros | Encuentros | Tantos  | Tantos    | Tantos     | Puntos |
| Equipo   | jugados    | ganados    | empatados  | perdidos   | a favor | en contra | diferencia | Puntos |
| -------- | ---------- | ---------- | ---------- | ---------- | ------- | --------- | ---------- | ------ |
| Francia  | 3          | 2          | 1          | 0          | 88      | 40        | +48        | 8      |
| Escocia  | 3          | 2          | 1          | 0          | 69      | 40        | +29        | 8      |
| Kenia    | 3          | 1          | 0          | 2          | 46      | 70        | -24        | 5      |
| Portugal | 3          | 0          | 0          | 3          | 45      | 98        | -53        | 3      |

### Grupo D
| Equipo        | Encuentros | Encuentros | Encuentros | Encuentros | Tantos  | Tantos    | Tantos     | Puntos |
| Equipo        | jugados    | ganados    | empatados  | perdidos   | a favor | en contra | diferencia | Puntos |
| ------------- | ---------- | ---------- | ---------- | ---------- | ------- | --------- | ---------- | ------ |
| Nueva Zelanda | 3          | 2          | 1          | 0          | 78      | 24        | +54        | 8      |
| Argentina     | 3          | 2          | 1          | 0          | 64      | 33        | +31        | 8      |
| Rusia         | 3          | 1          | 0          | 2          | 36      | 60        | -24        | 5      |
| Brasil        | 3          | 0          | 0          | 3          | 12      | 73        | -61        | 3      |

## Fase Final

### Cuartos de final
| 22 de mayo | Sudáfrica | 21 - 19 | Argentina |  |  |

| 22 de mayo | Francia | 7 - 40 | Fiyi |  |  |

| 22 de mayo | Nueva Zelanda | 14 - 42 | Estados Unidos |  |  |

| 22 de mayo | Inglaterra | 0 - 17 | Escocia |  |  |

### Semifinal
| 22 de mayo | Sudáfrica | 26 - 21 | Fiyi |  |  |

| 22 de mayo | Estados Unidos | 17 - 24 | Escocia |  |  |

### Final
| 22 de mayo | Sudáfrica | 26 - 27 | Escocia |  |  |

| Bandera de Escocia     |
| Campeón Escocia        |
| 1º título del circuito |